# 巴伦堡
巴伦堡是德国下萨克森州的一个市镇。总面积16.39平方公里，总人口1263人，其中男性644人，女性619人（2011年12月31日），人口密度77人/平方公里。